# Сахаров, Николай Максимович
Никола́й Максимо́вич Са́харов (1 [14] мая 1876, Онега, Архангельская губерния — 12 июня 1932, Архангельск) — капитан дальнего плавания советского торгового флота, полярный исследователь, участник первой русской экспедиции к Северному полюсу, участник первой и второй Карских экспедиций. Герой Труда (1923).

## Биография

### Детство
Родился 14 мая 1876 года в городе Онеге Архангельской губернии в семье капитана-североморца Максима Ивановича Сахарова. Помимо него в семье еще было два ребенка: сын Константин и дочь Мария. Русский. С детских лет приобщался к морскому делу: ходил зуйком (юнгой) с отцом на поморских парусных судах вдоль Мурмана.

### Образование
Проходил обучение в 2-классной Соломбальской церковно-приходской школе, затем в 1894 году окончил 3-летние Архангельские шкиперские учебные курсы и 1 год проучился в Архангельском мореходном училище. Получил диплом капитана дальнего плавания (№ 7694). Овладел норвежским и английским языками.

### Трудовая деятельность до 1912 года
Работал на судах Архангельско-Мурманского срочного пароходства.
С 1894.03.01 по 1894.10.25 и с 1895.04.01 по 1895.10.01 — матрос на пароходе «Кандалакша».
С 1896.04.01 по 1896.11.15 — матрос и с 1897.04.01 по 1898.06.20 — 3-й штурман на пароходе «Ломоносов».
С 1898.04.20 по 1911.11.11 — 2-й помощник капитана на разных судах северного флота.

### Экспедиция к Северному полюсу Георгия Седова

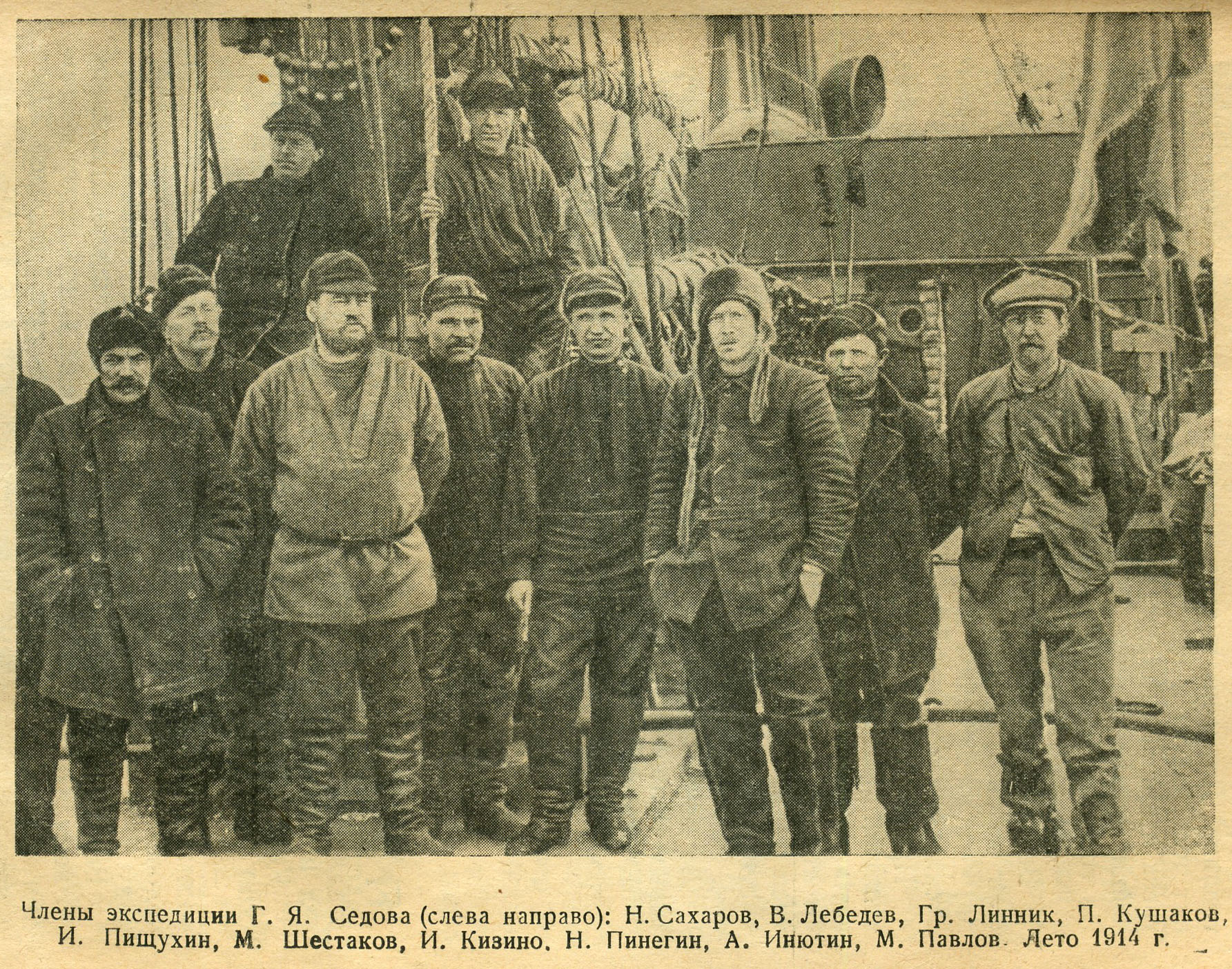
Члены экспедиции Седова, лето 1914. Сахаров первый слева

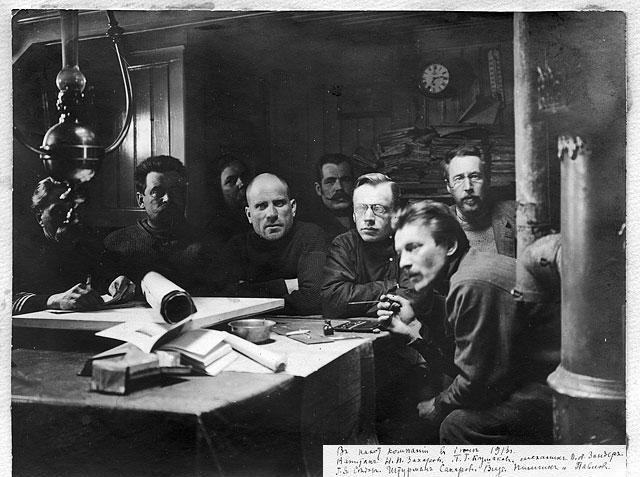
Руководство экспедиции в кают-компании «Св.Фоки», 1913. Сахаров в центре во втором ряду

В марте 1912 года арктический исследователь старший лейтенант Георгий Седов окончательно разработал план своей экспедиции на Северный полюс, 9 марта 1912 года он направил в Главное гидрографическое управление следующий текст:

Горячие порывы у русских людей к открытию Северного полюса проявлялись ещё во времена Ломоносова и не угасли до сих пор. Амундсен желает во что бы то ни стало оставить честь открытия за Норвегией и Северного полюса. Он хочет идти в 1913 году, а мы пойдём в этом году и докажем всему миру, что и русские способны на этот подвиг…
Летом 1912 года штурман каботажного плавания Николай Максимович Сахаров был приглашён организатором первой отечественной экспедиции к Северному полюсу, приуроченной к 300-летию царствования дома Романовых, исследователем Г. Я. Седовым в качестве штурмана на моторно-парусную шхуну «Святой мученик Фока» к капитану Н. П. Захарову. 
После зимовки, 21 июня 1913 года капитан Захаров передал командование шхуной Николаю Максимовичу Сахарову и вместе с четырьмя членами экипажа (плотник М. Карзин и заболевшие цингой второй механик М. Зандерс, матросы В. Катарин и И. Томиссар) был отправлен в Крестовую губу, чтобы передать материалы экспедиции и почту в Архангельск.
В своём последнем приказе в феврале 1914 года Седов, уходя к полюсу, передавал власть начальника экспедиции Кушакову, руководство научными работами — Визе, командование кораблём — Сахарову. Сахаров благополучно довёл корабль до Мурманского берега, хотя из-за недостатка топлива для работы паровой машины пришлось сжечь почти весь рангоут, фальшборты, палубные надстройки, переборки и мебель. По пути на мысе Флора (остров Нортбрук, Земля Франца-Иосифа) 20 июля 1914 года были спасены два единственных оставшихся в живых члена экспедиции Г. Л. Брусилова: штурман В. И. Альбанов и матрос А. Э. Конрад. Судно добралось до рыбацкого становища Рында на Мурмане 15 августа 1914 года в полуразрушенном состоянии.  Запасшись углем на Мурманском берегу, «Фока» вернулся в Архангельск 24 августа 1914 года.

### Трудовая деятельность после полярной экспедиции 1914—1920 года
После возвращения из экспедиции Н. М. Сахаров становится капитаном парохода «Сигнус», на котором ходил в Северном Ледовитом океане (с 1 сентября 1914 по 15 октября 1915). После занимает должность 3-го и 2-го помощника капитана легендарного ледокольного парохода «Соловей Будимирович» (с 1921 г. «Малыгин»). С 15 сентября 1917 по 20 ноября 1919 на должности старшего помощника капитана ледокольного парохода № 7. С 20 ноября 1919 по 14 мая 1920 — командир 135-тонного крана. Далее по 20 августа 1921 на должности капитана парохода «Илья».

### Первая Карская экспедиция 1920 года
Сахаров стал участником Первой Карской экспедиции, начатой 7 августа 2020 года. Экспедиция вышла из Архангельска к устьям сибирских рек с целью доставки продовольствия из Сибири в голодающие районы Европейского Севера. В состав этой экспедиции были включены: ледокольные пароходы «Г. Седов», «А. Сибиряков», «В. Русанов», «Соловей Будимирович», пароходы «Илья», «Пролетарий», «Колгуев», «Кереть» и другие, а также три лихтера и парусное судно «Катанга». Многие участники Первой Карской экспедиции затем стали знаменитыми ледовыми капитанами. Капитан парохода «Илья» Сахаров, как и многие другие, был представлен к званию «Герой Труда». Итоги экспедиции в Сибирь обсуждались на заседании президиума Архангельского губисполкома 8 октября 1920 года. Результаты её были признаны блестящими. В 1921 году, благодаря успешному проведению Первой, в путь отправилась уже Вторая Карская экспедиция.

### Вторая Карская экспедиция 1921 года
В экспедицию вошли все более или менее годные для этой цели плавсредства. Архангельский отряд включал следующие суда: «А.Сибиряков», «Малыгин», «В.Русанов», «Г.Седов», «Канин», «Юшар», «Обь», «Енисей», парусник «Выг», ледокол № 8 и 6 лихтеров. Суда экспедиции вышли из Архангельска 10 августа 1921 года. Но во время Второй экспедиции погибли два судна, в числе которых пароход «Енисей», командовал которым Николай Сахаров. Выйдя из Архангельска, пароход «Енисей» ушёл в устье Енисея в составе судов Сибирской хлебной морской экспедиции, ведя баржу на буксире. 14 сентября пароход, зажатый льдами в Карском море, получил пробоину и через 17 минут затонул на глубине 15 метров. Человеческих жертв не было. Капитан покинул судно последним.

### Трудовая деятельность после Карских экспедиций в 1921—1932 годах
Текст удостоверения «Героя Труда», выданного капитану Н. М. Сахарову правлением Государственного Северного пароходства:

Р.С.Ф.С.Р.
ГОСУДАРСТВЕННОЕ
СЕВЕРНОЕ ПАРОХОДСТВО
УДОСТОВЕРЕНИЕ
Дано сие Капитану Дальнего Плавания, Члену Союза Работников Водного Транспорта РСФСР Николаю Максимовичу САХАРОВУ, занимающему ныне должность капитана п/х «ЯМАЛ», в том, что он согласно приказа по Государственному Северному Пароходству от 15 февраля 1923 года за № 258, как герой труда награжден часами-хронометром в футляре за № 156256, с выгравированной надписью на крышке закрывающей механизм «1923 8/III. Герою Труда Н. М. САХАРОВУ „Северофлот“ г. Архангельск».
Изложенное удостоверяется подписями с приложением печати.

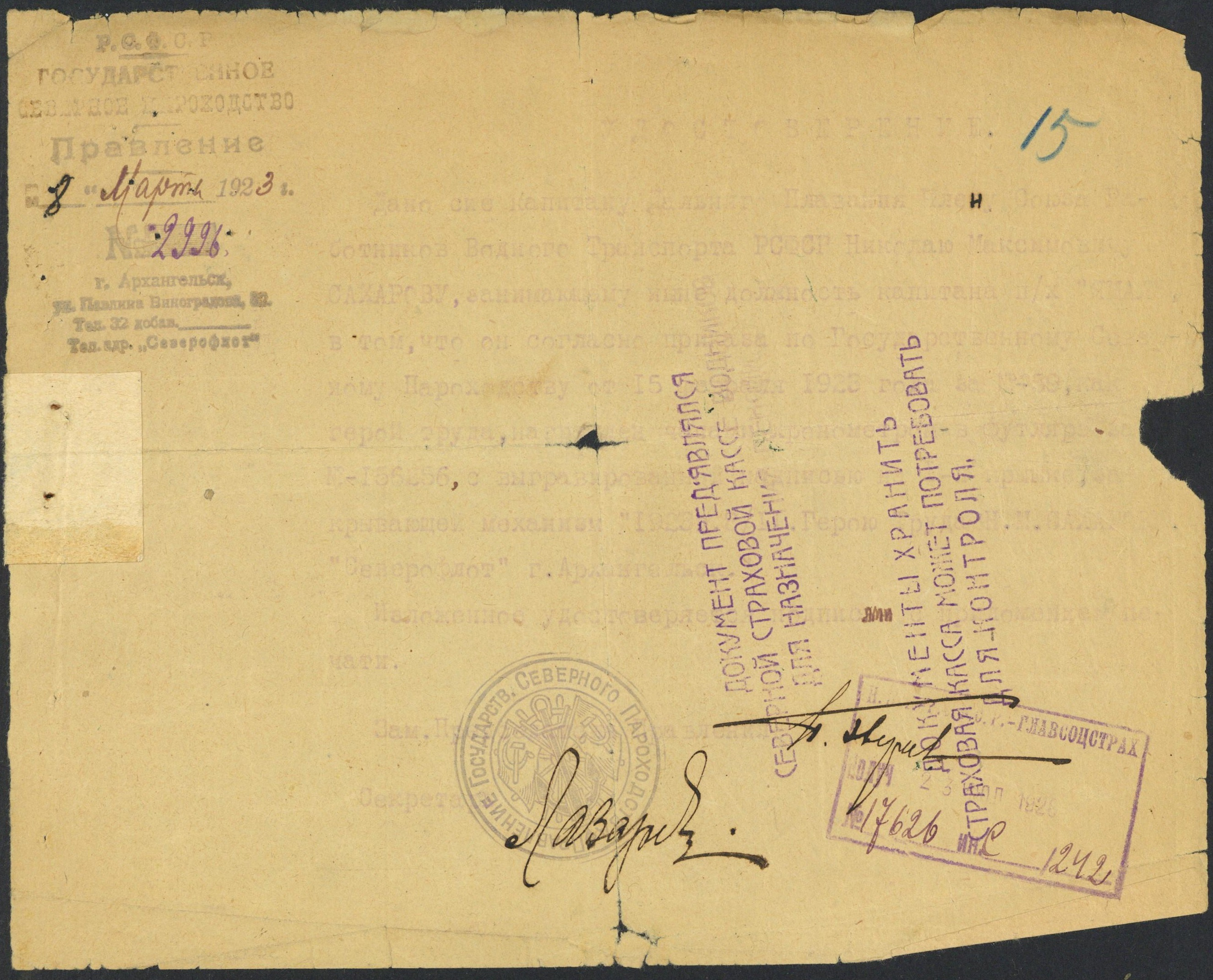
Удостоверение капитана Н. М. Сахарова, подтверждающее звание «Герой Труда». Выдано: 1923.03.08

С 1920 года работал капитаном дальнего плавания в Совторгфлоте.
С 15 августа 1925 по 15 августа 1926 — капитан на пароходе «Мурман»

### Смерть
Умер от воспаления лёгких 12 июня 1932 года, похоронен на Ильинском кладбище города Архангельск.

## Память
В честь Николая Максимовича Сахарова Г. Я. Седов в 1913 назвал мыс Сахарова — северо-западный входной мыс залива Легздина на северо-западе Северного острова Новой Земли, координаты 76°20′ с. ш. 63°58′ в. д..